# Box Hill (Victoria)
Pour les articles homonymes, voir Box Hill.
Box Hill est une banlieue de la ville de Melbourne, située à 14 km à l'est du centre de Melbourne.

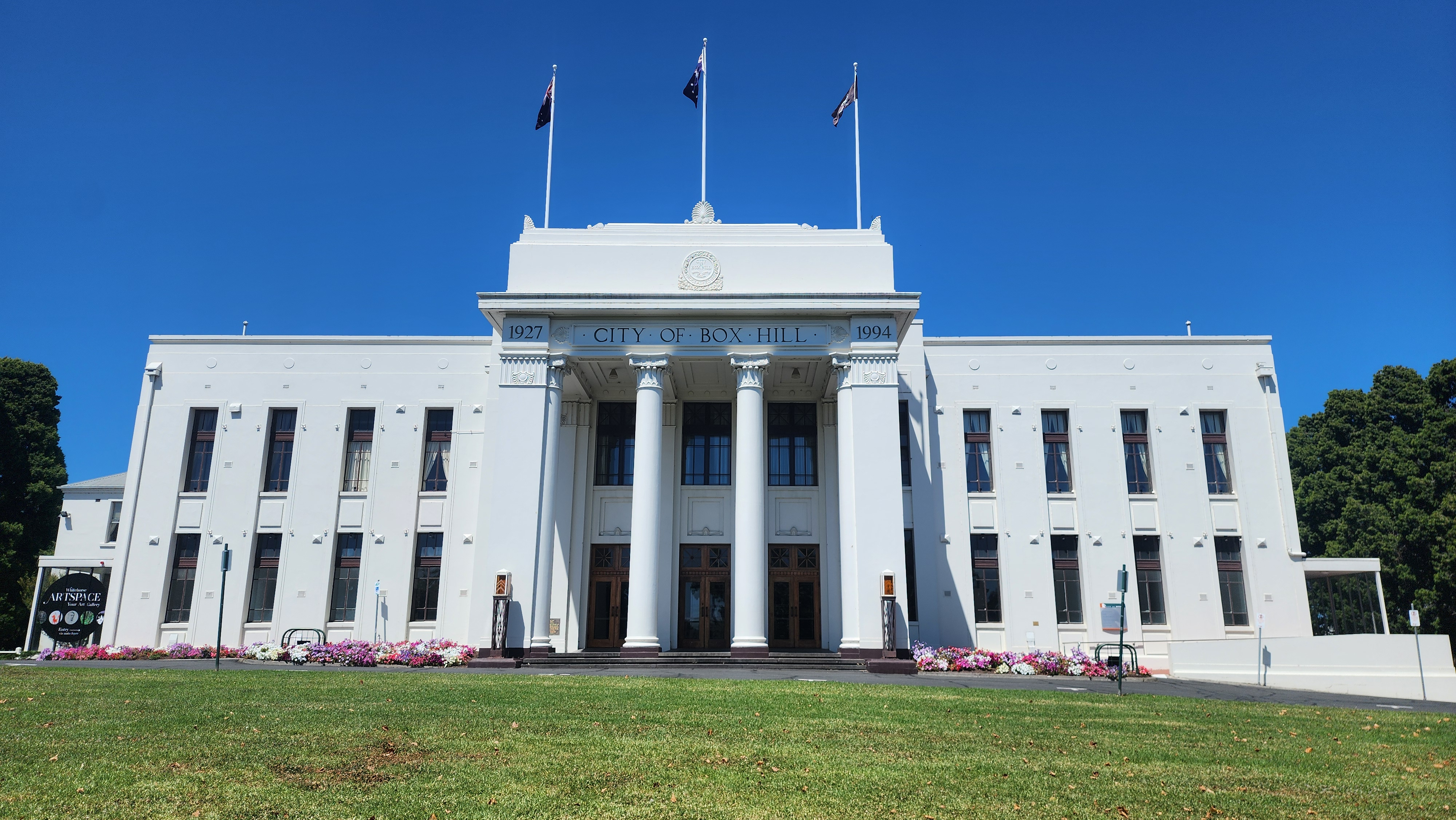
Box Hill Town Hall

Sa population était de 11 395 habitants en 2016.